# Swoop
Strafe (originalmente llamado Swoop) es un personaje ficticio del universo de Transformers. Él es un miembro de los Autobots correspondiente al grupo de los Dinobots liderado por Grimlock junto con Slug, Sludge y Snarl, su modo alterno es un pterosaurio.

## Transformers: Generación 1
Swoop fue creado junto con Snarl por Wheeljack y Ratchet para incrementar más su ejército de Dinobots, pero en esos momentos tuvo que luchar contra Grimlock, Slag y Sludge quienes se habían revelado contra los Autobots, aunque después volvieron a las filas de los Autobots debido a que Optimus Prime salvó a Grimlock de una muerte segura, Swoop y Snarl se unieron en las filas de los Dinobots.
Swoop es el único de los Dinobots que tiene la gran habilidad de volar por lo que lo destaca mucho entre los Dinobots. En pleno vuelo ataca desde el aire. Fue construido para derrotar amenazas de Decepticons enemigos como Thundercracker, Starscream, Ramjet y todas las unidades de Jets Seekers de rastreo lideradas por Megatron; Swoop destacó cuando los Dinobots se rebelaron contra los Autobots en lo que los Dinobots deciden conocer Cybertron y se encuentran con Shockwave quien logra secuestrarlos con sus Soldados Drones Centinelas a excepción de Swoop quien tiene la habilidad de volar pudo escaparse de Shockwave y rescatar a Spike y sus compañeros Dinobots quienes logran derrotar a Shockwave y traer el Cybertronium a la tierra ya que los Autobots no podían vivir sin aquel material.
Swoop es de pocas palabras sin embargo ha demostrado tener una capacidad de lógica mucho mayor que sus Compañeros Dinobots, en la batalla de ciudad Autobot del año 2005 intento detener a Devastator quien iba a destruir Ciudad Autobot por completo en lo que este se quedó estancado en las ruinas al tratar de detener a Devastator, después de escapar de Galvatron quien antes era Megatron que fue reconstruido por Unicron para extraer la Matriz de Liderazgo Autobot quien estaba en manos de Ultra Magnus poco después de Morir Optimus Prime en una fuerte lucha contra Megatron quien quedó también grave en la batalla, Los Dinobots al escapar cayeron al planeta de los Quintessons junto con Kup y Hot Rod quienes iban a ser ejecutados ante los Sharkticons por órdenes de los Quintessons, en el momento que iban a ser ejecutados los Dinobots aparecen a rescatarlos y Swoop fue un gran apoyo en el rescate, cuando Unicron estaba dispuesto a destruir Cybertron el y sus compañeros demostraron ser muy estratégicos en la batalla.
Swoop se demostró de gran apoyo cuando su líder Grimlock fue convocado por Primus para acabar con Tornacron una amenaza muy similar a Unicron, en lo que Primus no solo convocó a los Dinobots si no a todos los Transformers que tienen de modo alterno animal o sea los primitivos para acabar con dicha amenaza la cual iba a destruir Cybertron y el universo, gracias a Grimlock quien derrotó a Tornacron pudo detener esa amenaza.

## Transformers Animated
Swoop en Transformers Animated fue creado por Megatron y el profesor Sumdac para aniquilar a los Autobots él es un Pteranodon muy similar al Swoop del G1, en la historia el junto con sus compañeros Dinobots eran dinosaurios de la prehistoria animatronicos debido a la torpeza de Bulkhead fueron totalmente destruidos pero Isaac Sumdac con la ayuda de Megatron quien este asombrado de la fuerza de las criaturas pre-históricas quien Isaac Sumdac le informó de esas criaturas, Megatron sigilosamente le ayudó a hacer unas modificaciones a dichos dinosaurios animatronicos poniéndoles armas de fuego y programarlos para destruir y en búsqueda de un nuevo quien solo poseía la cabeza ya que Sari Sumdac lo reactivo accidentalmente, Cuando los Dinosaurios animatronicos estaban en exposición ante al Alcalde de Detroit, los ciudadanos y Los Autobots los Dinobots fueron presentados y en ese momento Megatron los activo en modo ataque y empezaron a ocasionar pánico en la gente y el alcalde en ese momento los Autobots deciden entrar en acción en lo que Bumblebee y Ratchet utilizan sus técnicas ante los Dinobots pero ellos no podían Sari con la llave del Allspark se la coloca en el brazo de Ratchet usando el pulso electromagnético junto con Bumblebee casualmente les dan la chispa de vida a cada uno de los dinosaurios animatronicos, son enviados al laboratorio de Sumdac para desmantelarlos pero Megatron los mal influencia y los Dinobots vuelven a causar problemas en la ciudad hasta que los Autobots logran detenerlos y llevarlos a desmantelarlos, pero Prowl les percibe la chispa de energía en ellos y junto con Bulkhead los liberan y los llevan a una isla muy lejana a la ciudad en donde puedan estar tranquilos, el no posee el habla a junto con Snarl a excepción de su líder posee un Mazo de fuego y cada cierto tiempo aparecen villanos que manipulan a Swoop y sus compañeros.

## Transformers: la era de la extinción
Strafe, junto con el resto de los Dinobots es encontrado por Optimus Prime en la nave de Lockdown, pintado como trofeo valioso al ser caballeros legendarios. Es un Pteranodon mecánico con dos cabezas y dos colas. Al necesitar ayuda para combatir con el ejército de Galvatron, Optimus lo libera y es domado por Bumblebee, con Stinger como polizón, llevando alrededor de los rascacielos cuando se enfrentaron. Una vez que Stinger fue derrotado, Strafe devora su cabeza. Luego lleva a Bumblebee de nuevo en la batalla y ayudó a escoltar a la Semilla a un lugar seguro. Sin embargo, Lockdown regresó y trató de recuperar los Dinobots y a Optimus utilizando un tractor de haz magnética, pero el líder Autobot logró destruirla antes de que fueran capturados. Una vez que Lockdown fue derrotado, Optimus establece a los Dinobots libres, y Strafe y los demás se marcharon.